# Virginio Rosetta
Virginio Rosetta, také známý jako Virgilio Rosetta (24. února 1902, Vercelli Italské království — 29. března 1975, Turín, Itálie) byl italský fotbalový obránce a trenér.
Svou fotbalovou kariéru spojil především se dvěma týmy: Pro Vercelli s nimiž získal dva tituly (1920/21 a 1921/22) a Juventusem, kde plnil roli kapitána a získal šest titulů (1925/26, 1930/31, 1931/32, 1932/33, 1933/34, 1934/35). Byl členem silné obranné trojky (brankář Gianpiero Combi a obránce Umberto Caligaris), která tvořila i obranu v reprezentaci. Tamní specializovaný tisk je považuje za nejlepší obrannou linii všech dob.
V reprezentací si prvně zahrál 31. srpna 1920 OH 1920. Za osm let slavil zisk bronzové medaile na OH 1928. Byl i členem vítězného mužstva na MS 1934. Celkem za národní tým odehrál 52 utkání.
Přestup z Pro Vercelli do Juventusu, byl oficiálně v roce 1924 zaplacený za 50 000 lir, je považován za první velký přestup za peníze.

## Hráčská statistika
| Sezóna              | Klub                | Liga                | Liga   | Liga | Ligové poháry | Ligové poháry | Ligové poháry | Kontinentální poháry | Kontinentální poháry | Kontinentální poháry | Celkem | Celkem |
| Sezóna              | Klub                | Soutěž              | Zápasy | Góly | Soutěž        | Zápasy        | Góly          | Soutěž               | Zápasy               | Góly                 | Zápasy | Góly   |
| ------------------- | ------------------- | ------------------- | ------ | ---- | ------------- | ------------- | ------------- | -------------------- | -------------------- | -------------------- | ------ | ------ |
| 1919/20             | Pro Vercelli        | 1. Kategorie        | ?      | ?    | -             | 0             | 0             | -                    | 0                    | 0                    | ?      | ?      |
| 1920/21             | Pro Vercelli        | 1. Kategorie        | ?      | ?    | -             | 0             | 0             | -                    | 0                    | 0                    | ?      | ?      |
| 1921/22             | Pro Vercelli        | 1. Divize           | ?      | ?    | -             | 0             | 0             | -                    | 0                    | 0                    | ?      | ?      |
| 1922/23             | Pro Vercelli        | 1. Divize           | ?      | ?    | -             | 0             | 0             | -                    | 0                    | 0                    | ?      | ?      |
| 1923/24             | Juventus            | 1. Divize           | 7      | 3    | -             | 0             | 0             | -                    | 0                    | 0                    | 7      | 3      |
| 1924/25             | Juventus            | 1. Divize           | 23     | 9    | -             | 0             | 0             | -                    | 0                    | 0                    | 23     | 9      |
| 1925/26             | Juventus            | 1. Divize           | 24     | 0    | -             | 0             | 0             | -                    | 0                    | 0                    | 24     | 0      |
| 1926/27             | Juventus            | 1. Divize           | 27     | 1    | -             | 0             | 0             | -                    | 0                    | 0                    | 27     | 1      |
| 1927/28             | Juventus            | 1. Divize           | 32     | 1    | -             | 0             | 0             | -                    | 0                    | 0                    | 32     | 1      |
| 1928/29             | Juventus            | 1. Divize           | 24     | 0    | -             | 0             | 0             | -                    | 0                    | 0                    | 24     | 0      |
| 1929/30             | Juventus            | Serie A             | 31     | 0    | -             | 0             | 0             | -                    | 0                    | 0                    | 31     | 0      |
| 1930/31             | Juventus            | Serie A             | 28     | 0    | -             | 0             | 0             | -                    | 0                    | 0                    | 28     | 0      |
| 1931/32             | Juventus            | Serie A             | 33     | 0    | -             | 0             | 0             | -                    | 0                    | 0                    | 33     | 0      |
| 1932/33             | Juventus            | Serie A             | 31     | 1    | -             | 0             | 0             | -                    | 0                    | 0                    | 31     | 1      |
| 1933/34             | Juventus            | Serie A             | 32     | 0    | -             | 0             | 0             | -                    | 0                    | 0                    | 32     | 0      |
| 1934/35             | Juventus            | Serie A             | 22     | 0    | -             | 0             | 0             | -                    | 0                    | 0                    | 22     | 0      |
| 1935/36             | Juventus            | Serie A             | 24     | 0    | -             | 0             | 0             | -                    | 0                    | 0                    | 24     | 0      |
| Celkově za Juventus | Celkově za Juventus | Celkově za Juventus | 338    | 15   | -             | ?             | ?             | -                    | 0                    | 0                    | 338    | 15     |

## Hráčské úspěchy

### Klubové
- 8× vítěz italské ligy (1920/21, 1921/22, 1925/26, 1930/31, 1931/32, 1932/33, 1933/34, 1934/35)

### Reprezentační
- 1x na MS (1934 - zlato)
- 3x na MP (1927-1930 - zlato, 1931-1932 - stříbro, 1933-1935 - zlato)
- 3x na OH (1920, 1924, 1928 - bronz)

## Trenérské úspěchy

### Klubové
- 1× vítěz 2. italské ligy (1947/48)
- 1× vítěz italského poháru (1937/38)

### Vyznamenání
Řád italské koruny (1933)